# Tour de Francia 1919
El 13.º Tour de Francia se disputó entre el 29 de junio y el 27 de julio de 1919 con un recorrido de 5560 km. dividido en 15 etapas. Este fue el primer Tour disputado tras la finalización de la Primera Guerra Mundial que había asolado Europa y fue ganada por el belga Firmin Lambot.
En la undécima etapa se entregó un maillot amarillo al líder de la clasificación general, y el primero en vestirlo fue Eugène Christophe. Las batallas de la Primera Guerra Mundial habían devastado la red viaria francesa, lo que complicó mucho la confección del recorrido y la circulación de los ciclistas. Así, la velocidad media de esta edición (24,056 km / h.) Y el número de ciclistas que finalizaron la carrera (diez) son los más bajos de la historia del Tour.

## Participantes
El Tour no quedó al margen de la tragedia que supuso la Primera Guerra Mundial, muriendo en el frente los vencedores de las ediciones entre  1907 y  1910, Lucien Petit-Breton, François Faber y Octave Lapize, así como de otros ciclistas del momento.
En 1919 comenzaron la carrera dos antiguos vencedores del Tour, Philippe Thys y Odile Defraye. La guerra había terminado sólo hacía siete meses, por lo que la mayoría de ciclistas no habían tenido el tiempo suficiente para preparar a conciencia el Tour. Esto hizo que casi no hubiera ciclistas jóvenes, y que los veteranos dominaran la carrera.
Por segunda vez un ciclista español, José Orduña, toma parte en el Tour; después de José María Javierre. Sin embargo, su participación fue efímera, abandonando en la primera etapa al sufrir un accidente.

## Cambios respecto a la edición anterior
Desde la anterior edición de 1914 había sido imposible organizar el Tour de Francia por culpa de la Primera Guerra Mundial. El organizador del Tour, Henri Desgrange, siempre había querido organizar otro, y pocos días después del  final de la guerra, inició la organización del Tour de Francia de 1919. 
La organización no lo puso nada fácil a los ciclistas, con un recorrido de 5.560 kilómetros, más largo que todas las anteriores ediciones y sólo superado por el Tour de Francia de 1926.
Los diferentes fabricantes de bicicletas también habían sufrido durante la guerra, y no pudieron patrocinar equipos ciclistas. Trabajando conjuntamente patrocinaron más de la mitad de los ciclistas con el nombre de "La Sportive",
pero en realidad todo los ciclistas corrieron de manera individual. Los ciclistas se dividieron en dos categorías: la categoría A (profesionales) y la categoría B (amateurs).
En esta edición se estrena el conocido maillot amarillo. Fue en plena carrera, como resultado a la petición hecha por los periodistas que seguían la carrera ante las dificultades para saber dónde se encontraba el líder de la carrera. Pidieron a Henri Desgrange que se distinguiera de alguna manera y se escogió el amarillo, el color en que se imprimía el diario L'Auto. Eugène Christophe fue el primer ciclista en llevarlo, la mañana de la décima etapa.
En ediciones anteriores los ciclistas tenían que hacerse cargo de la misma comida durante la carrera, pero en 1919 la organización del Tour decidió que se haría cargo.

## Recorrido
El Tour comienza y termina en París, después de 15 etapas disputadas cada dos días. Por tercera vez la carrera toma dirección oeste, contraria a las agujas del reloj. Como en la edición anterior a la guerra la carrera hace parada en Le Havre, Cherbourg, Brest para a continuación llegar a Les Sables-d'Olonne en lugar de La Rochelle. Los Pirineos son atravesados haciendo parada en Bayona, Luishon y Perpiñán, después de cruzar los puertos del Col d'Aubisque, Tourmalet, Aspin y Peyresourde en la etapa con final en Luishon y el puerto de Ares, Portet-d'Aspet, Port y Puymorens de camino a Perpiñán. A continuación la carrera continúa hasta Marsella y Niza, antes de afrontar el paso por los Alpes, con los cuellos de Allos y Bayard de camino a Grenoble y el Lautaret, Galibier y Aravis en la etapa con final en Ginebra. Las últimas etapas llegan a las villas de Estrasburgo y Metz, con el fin de celebrar la vuelta de la Alsacia y la Lorena a manos francesas, y Dunkerque, antes de terminar la carrera en el Parque de los Príncipes de París.

## Desarrollo de la carrera
La primera etapa fue ganada por el belga Jean Rossius, pero fue penalizado con 30 minutos para ayudar ilegalmente a Philippe Thys, por lo que Henri Pélissier, segundo clasificado del etapa pasó a liderar la carrera. La ayuda de Rossius a Thys fue darle agua, pero de poco le sirvió, ya que tuvo que abandonar en esta primera etapa. Durante las primeras etapas los dominadores de la carrera fueron Henri y Francis Pélissier. Ambos acabaron juntos la segunda, siendo Henri el líder de la carrera. En esta etapa Léon Scieur perdió dos horas y media y toda opción a la victoria final. Durante la tercera etapa Henri estuvo a punto de retirarse, pero Desgrange consiguió sacarle la idea de la cabeza, y aunque llegó a perder 45 'respecto al grupo de cabeza, tras tres horas de persecución los cogió, hasta disputar la victoria al sprint a su hermano. Al terminar la etapa Henri Pélissier dijo que era pura sangre, mientras el resto de ciclistas eran caballos de carga, lo que enojó al resto de rivales.

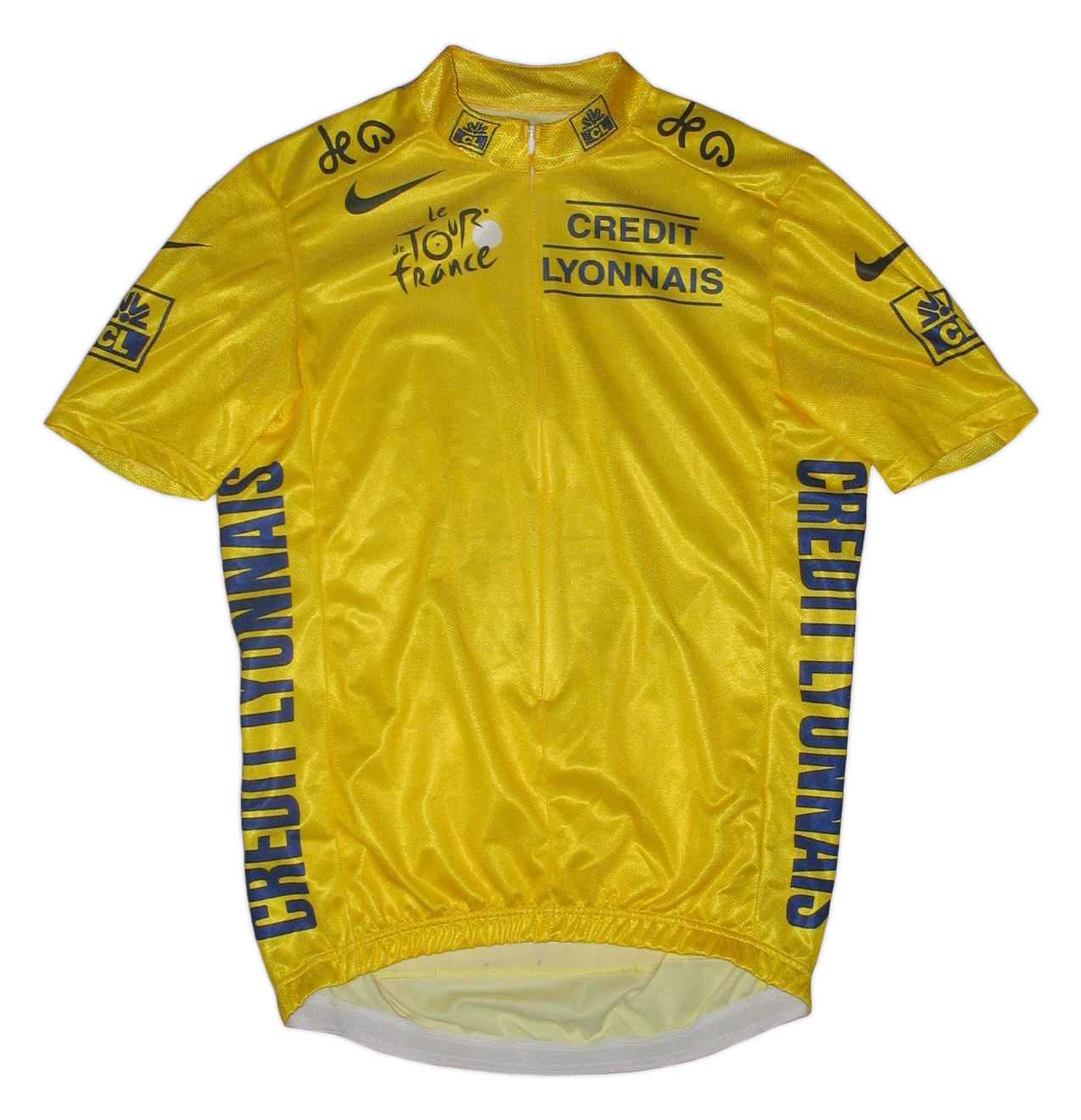
Versión actual del maillot amarillo, introducido en la decimoprimera etapa del Tour de Francia de 1919.

Como respuesta, en la cuarta etapa, los pocos ciclistas que quedaban en carrera (sólo 25) se vengaron de los hermanos Pélissier. En un punto de la etapa, en la que tenían que cambiar de bicicleta, el resto de ciclistas los atacaron dejándolos atrás. Henri perdió cerca de 35 minutos y su hermano Francis más de tres horas. Enfadados con la organización ambos abandonaron la carrera, no tomando la salida en la siguiente etapa. Jean Alavoine ganó la etapa y Eugène Christophe pasó a ser el nuevo líder de la carrera. Alavoine también ganaría la quinta etapa, la más larga disputada nunca en la historia del Tour, con 482 km.
Christophe mantuvo el liderato en el paso de la carrera por los Pirineos. y los Alpes. En Grenoble, al inicio de la undécima etapa, Henri Desgrange dio a Christophe un maillot amarillo para que pudiera ser fácilmente reconocido. El color parece ser inspirado en el color del papel del diario organizadorL'Auto, aunque otra explicación sería que la imposibilidad de conseguir otro color por la escasez de la posguerra. A Christophe no le gustaba vestir de amarillo y los otros ciclistas lo llamaban canario. En este punto de la carrera lo más normal era que Christophe mantuviera el liderato hasta el final y ganara el Tour, ya que había mantenido el liderato en el paso por los Pirineos y por los Alpes. Con todo, en la penúltima etapa Firmin Lambot, que ocupaba la segunda posición a más de 28 minutos, atacó. Christophe le siguió, pero rompió la horquilla cerca de Valenciennes. Las reglas del momento establecían que los ciclistas no podían tener ningún tipo de ayuda, lo que obligaba a Christophe reparar la bicicleta él mismo. Ese mismo incidente ya le había hecho perder el Tour de Francia 1913, y aún le volvería a pasar el 1922. La avería le llevó a perder dos horas y media y toda la ventaja que tenía respecto a Lambot. En la última etapa Christophe sufrió numerosas pinchazos que le hicieron perder la segunda posición en beneficio de Jean Alavoine.
Lambot, de 33 años, se convertía en el vencedor más veterano del Tour de Francia hasta entonces. Sintiéndose mal la organización con Christophe, se le entregó la misma cantidad de dinero que el vencedor Lambot, que sumados a otros premios le supuso recibir 13.310 francos, mucho más que los 5.000 que recibió Lambot por la victoria.

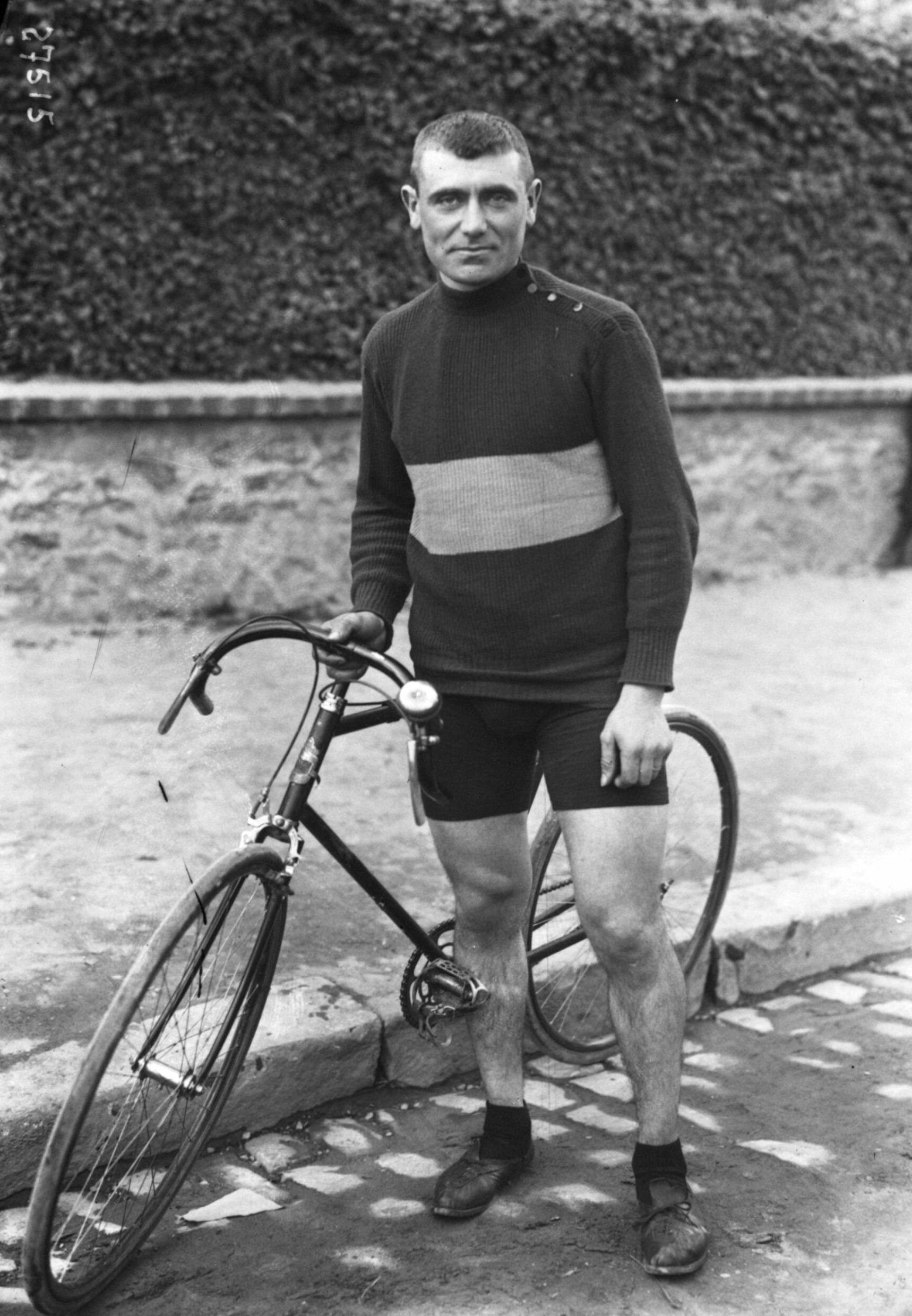
Eugène Christophe lideró la carrera hasta la penúltima etapa, pero una avería abrió las puertas a la victoria de Lambot.

## Etapas
| Etapa | Fecha       | Recorrido                    | Distancia (km) | Ganador           | Líder             |
| ----- | ----------- | ---------------------------- | -------------- | ----------------- | ----------------- |
| 1.ª   | 29 de junio | París - Le Havre             | 388            | Jean Rossius      | Jean Rossius      |
| 2.ª   | 1 de julio  | Le Havre - Cherburgo         | 364            | Henri Pélissier   | Henri Pélissier   |
| 3.ª   | 3 de julio  | Cherburgo - Brest            | 405            | Francis Pélissier | Henri Pélissier   |
| 4.ª   | 5 de julio  | Brest - Les Sables-d'Olonne  | 412            | Jean Alavoine     | Eugène Christophe |
| 5.ª   | 7 de julio  | Les Sables-d'Olonne - Bayona | 482            | Jean Alavoine     | Eugène Christophe |
| 6.ª   | 9 de julio  | Bayona - Luchon              | 326            | Honoré Barthélémy | Eugène Christophe |
| 7.ª   | 11 de julio | Luchon - Perpiñán            | 323            | Jean Alavoine     | Eugène Christophe |
| 8.ª   | 13 de julio | Perpiñán - Marsella          | 370            | Jean Alavoine     | Eugène Christophe |
| 9.ª   | 15 de julio | Marsella - Niza              | 338            | Honoré Barthélémy | Eugène Christophe |
| 10.ª  | 17 de julio | Niza - Grenoble              | 333            | Honoré Barthélémy | Eugène Christophe |
| 11.ª  | 19 de julio | Grenoble - Ginebra           | 325            | Honoré Barthélémy | Eugène Christophe |
| 12.ª  | 21 de julio | Ginebra - Estrasburgo        | 371            | Luigi Lucotti     | Eugène Christophe |
| 13.ª  | 23 de julio | Estrasburgo - Metz           | 315            | Luigi Lucotti     | Eugène Christophe |
| 14.ª  | 25 de julio | Metz - Dunkerque             | 468            | Firmin Lambot     | Firmin Lambot     |
| 15.ª  | 27 de julio | Dunkerque - París            | 340            | Jean Alavoine     | Firmin Lambot     |

## Clasificación general
| Clasificación general |                   |           |                   |
| Ciclista              | Ciclista          | Categoría | Tiempo            |
| --------------------- | ----------------- | --------- | ----------------- |
| 1.º                   | Firmin Lambot     | A         | 231 h 07 min 15"  |
| 2.º                   | Jean Alavoine     | A         | + 1 h 42 min 54"  |
| 3.º                   | Eugène Christophe | A         | + 2 h 26 min 31"  |
| 4.º                   | Léon Scieur       | A         | + 2 h 52 min 15"  |
| 5.º                   | Honoré Barthélémy | A         | + 4 h 14 min 22"  |
| 6.º                   | Jacques Coomans   | A         | + 15 h 21 min 34" |
| 7.º                   | Luigi Lucotti     | A         | + 16 h 01 min 12" |
| 8.º                   | Joseph van Daele  | A         | + 18 h 23 min 02" |
| 9.º                   | Alfred Steux      | A         | + 20 h 29 min 01" |
| 10.º                  | Jules Nempon      | B         | + 21 h 44 min 12" |